# سوزان فوينتيس
سوزان فوينتيس هي مغنية وكاتبة غنائية فلبينية، ولدت في 1 نوفمبر 1954 في بوتوان في الفلبين، وتوفيت في 7 سبتمبر 2013 في كيزون في الفلبين بسبب سرطان القولون.